# Драев, Илья Петрович
Илья́ Петро́вич Дра́ев (осет. Драты Петры фырт Илья; род. 1 сентября 1929 город Владикавказ Северная Осетия - Алания — умер в 1996 году) — Заслуженный тренер СССР и России по вольной борьбе (1972).

## Биография
Родился 1 сентября 1929 года во Владикавказе Северно-Осетинской автономной области. Был многократный чемпионом республики, неоднократный призёром чемпионата РСФСР, Центрального общества «Спартак» и «Искра», призёр Спартакиады студентов РСФСР и СССР.
В 1955 году окончил факультет физического воспитания и спорта Северо-Осетинского государственного университета имени Коста Хетагурова и стал работать тренером по вольной борьбе. Три года работал тренером сборной Чехословакии по вольной борьбе по приглашению.
Им подготовлены много отличных мастеров спорта, среди которых известный на весь мир заслуженный мастер спорта, заслуженный тренер СССР — Юрий Шахмурадов.
В последние годы работал директором специализированной ДЮСШ Олимпийского резерва по вольной борьбе.
Умер в 1996 году.

## Награды и звания
- Заслуженный работник физической культуры СОАССР (1985)